# Krimtatarische Sprache
Die krimtatarische Sprache (krimtatarisch Qırımtatar tili, Qırımtatarca, kyrillische Schreibweise Къырымтатар тили, Къырымтатарджа;  Arabisches Alphabet: قریمتاتار تیلی‎, قریمتاتارجە; Alternativbezeichnungen: Qırımca ‚Krimisch‘ und Qırım Türkçesi ‚Krimtürkisch‘) ist die Sprache der Krimtataren. Aus der türkischen Turkologie ist das in der Türkei weitverbreitete ‚krimtatarische Türkisch‘ (Kırım Tatar Türkçesi) bekannt.

## Zuordnung
Die heutige krimtatarische Schriftsprache besitzt mehrere Wurzeln. So zeigt sie Bezüge zum eigentlichen Tatarischen als auch zum Türkischen auf. Im Norden und in der Mitte der Halbinsel Krim wurden nogaische und tatarische Dialekte gesprochen. Am südlichen Küstenstreifen siedelten sich osmanische Türken an, die im 19. Jahrhundert als „Krim-Osmanen“ bezeichnet wurden. Das moderne Krimtatarische wird aufgrund seiner Geschichte den kiptschakischen (tatarischen) Sprachen zugerechnet. Doch es weist innerhalb dieser Gruppe größere Gemeinsamkeiten mit dem oghusischen Türkischen als mit anderen kiptschakischen Sprachen auf, die auf intensiven Kontakt während des Osmanischen Reichs zurückzuführen sind.

## Sprecherzahl
Die Sprecherzahl beträgt heute rund 500.000 Menschen. Bis 1989 lebten 90 % der Krimtataren in Usbekistan, wohin sie 1944 zwangsumgesiedelt wurden. Heute leben wieder über 250.000 Krimtataren auf der Halbinsel Krim, 200.000 in Usbekistan, 30.000 in Russland, 6.000 in Bulgarien und 25.000 in Rumänien.

## Geschichte, Dialekte und Alphabete
Seit dem 13. Jahrhundert sind auf der Krim Turksprachen bekannt. Seit der Islamisierung schrieben die Krimtataren mit persisch-arabischen Schriftzeichen.
Im 15. und 16. Jahrhundert kam noch das osmanische Türkisch hinzu, als der südliche Küstenstreifen der Krim an das Osmanische Reich fiel. Das Osmanische diente in den folgenden Jahrhunderten bei den Zentral- und Steppentataren der Halbinsel als lingua franca. Als eigentliche Dachsprache diente den späteren Krimtataren traditionell das Tschagataische, das im 15. Jahrhundert vom Osmanischen abgelöst wurde.
1475 wurde das Khanat der Krim Vasall des Osmanischen Reiches. Dadurch wurde das Osmanische als Verwaltungssprache auf die gesamte Krim ausgedehnt. Vielfach wurde von den dortigen Türken der Istanbuler Dialekt verwendet. Diese Mundart beeinflusste die damaligen nogaischen und tatarischen Umgangssprachen, teilweise ersetzte sie sie.
Im Zuge der osmanischen Oberherrschaft siedelten sich in der südlichen Krim (sogenannte Region Yalıboyu) zahlreiche Türken aus dem anatolischen Kernland des Osmanischen Reiches an und deren Siedlungsgebiete mit Sudak und benachbarten Städten wurden zentral von Istanbul aus verwaltet. In der Folgezeit entwickelte sich dort eine lokale Form des Osmanisch-Türkischen, der heute allgemein als „Yalıboyu-Dialekt“ bekannt ist und der lange Zeit auch als „Krim-Osmanisch“ bezeichnet wurde, heraus. Zudem waren die von den sogenannten Krim-Osmanen bewohnten Südregionen der Krim über den Seeweg mit den osmanischen Häfen verbunden, was dadurch einen erheblichen Einfluss des osmanischen Türkisch auf das übrige Krimtatarisch aufwies.
Die eigentliche Geschichte der heutigen krimtatarischen Sprache begann Ende des 19. Jahrhunderts (1878), als versucht wurde, aus den unterschiedlichen Turksprachen der Krim (Steppentatarisch, Zentraltatarisch und Krim-Osmanisch) eine einheitlich geschriebene Sprache zu kreieren. Als Vorbereiter eines künftigen Krimtatarisch (als Schriftsprache) galt Kayyum Nasiri, welcher den tatarischen Zentraldialekt als Basis heranzog.
Letztlich setzte der westlich orientierte Pädagoge Ismail Bey Gaspirali durch, der dem südlichen Yalıboyu-Dialekt (Krim-Osmanisch) den Vorzug gab, um eine Brücke zwischen Krimtatarisch zum osmanischen Türkisch zu schlagen und nicht die sprachlichen Verbindungen der turksprachigen Krimbevölkerung mit den übrigen türkischsprachigen Bewohnern des Osmanischen Reiches zu gefährden. 
Doch bei den Panturkisten wurde diese stark osmanisch geprägte Sprachform in der Folgezeit immer mehr abgelehnt und man begann auf deren Seite, auf kiptschakischer Grundlage eine krimtatarische Schriftsprache zu entwickeln und propagieren, die nahezu frei von persischen und arabischen Einflüssen war.
1917 wurde die krimtatarische Sprache zur (einzigen) Amtssprache der neu ausgerufenen, kurzlebigen Republik Taurien erklärt. Auch in der ASSR Krim war Krimtatarisch neben Russisch Amtssprache. Dieser Status wurde 1937 nochmals fixiert.

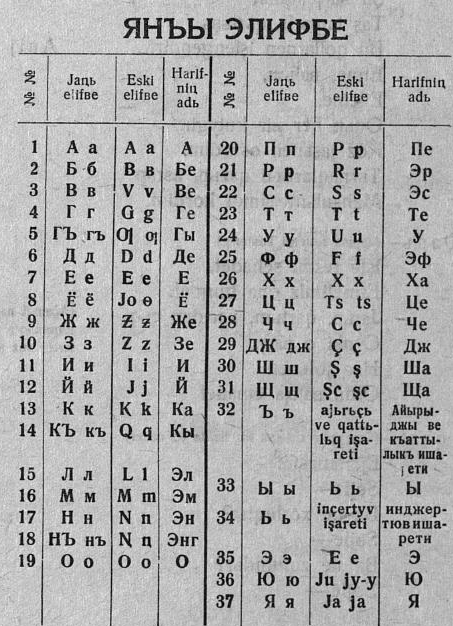
Korrespondenztabelle der krimtatarischen Alphabete in Latein (Jaꞑalif) und Kyrillisch während der Umstellung auf Kyrillisch, 1938

1928 wurde auch von den Krimtataren das Neue Turksprachige Alphabet übernommen, und die Grundlage der krimtatarischen Schriftsprache vom südlichen Dialekt auf den von der Mehrheit gesprochenen tatarischen Zentraldialekt umgestellt. Das neue Alphabet wurde allerdings schon 1938 durch Anweisung Stalins zugunsten eines modifizierten kyrillischen abgelöst. Mit der Deportation der Krimtataren 1944 endete der offizielle Status der Sprache auf der Krim. In den 1980er-Jahren begann die Rückkehr der Krimtataren in ihre historische Heimat. Nach dem Zerfall der Sowjetunion war die Krim als Autonome Republik Krim ein Teil der Ukraine. In der Verfassung der Krim war Krimtatarisch neben Russisch seit Anfang der 1990er-Jahre eine von zwei Sprachen, die über gewisse Sonderrechte verfügten, jedoch keine Amtssprache. Einzige Amtssprache blieb jedoch Ukrainisch. Dennoch wurden in dieser Zeit nun wieder krimtatarische Schulen und Kultureinrichtungen eröffnet.
1997 beschloss die Qırım Yuqarı Şurası die Wiedereinführung des türkeitürkischen Alphabets, das um die Grapheme Q und Ñ ergänzt wurde. Im Alltag setzte es sich jedoch nur begrenzt durch und wurde vor allem im Internet verwendet. Die kyrillische Schrift blieb weiterhin in Verwendung. Seit der Annexion der Krim durch Russland 2014 wird auch von offizieller Seite nicht mehr versucht, das lateinische Alphabet für das Krimtatarische durchzusetzen, sondern im Gegenteil das Kyrillische Alphabet wieder propagiert. Nach der Annexion der Krim durch Russland erhielt Krimtatarisch nach 70 Jahren erstmals wieder den nominellen Status einer Amtssprache, was jedoch wenig praktische Auswirkungen hatte.
Als engste Verwandte der Krimtataren gelten die Dobrudscha-Tataren und die jüdischen Krimtschaken und Karäer.

## Krimtatarisches Arabisches Alphabet
| ا | ب | پ | ت | ث | ج | چ | ح |
| خ | د | ذ | ر | ز | ژ | س | ش |
| ص | ض | ط | ظ | ع | غ | ف | ق |
| ك | گ | ڭ | ل | م | ن | و | ه |
| ی |   |   |   |   |   |   |   |

## Krimtatarisches Lateinisches Alphabet
| A a | B b | C c | Ç ç | D d | E e | F f | G g |
| Ğ ğ | H h | I ı | İ i | J j | K k | L l | M m |
| N n | Ñ ñ | O o | Ö ö | P p | Q q | R r | S s |
| Ş ş | T t | U u | Ü ü | V v | Y y | Z z |     |

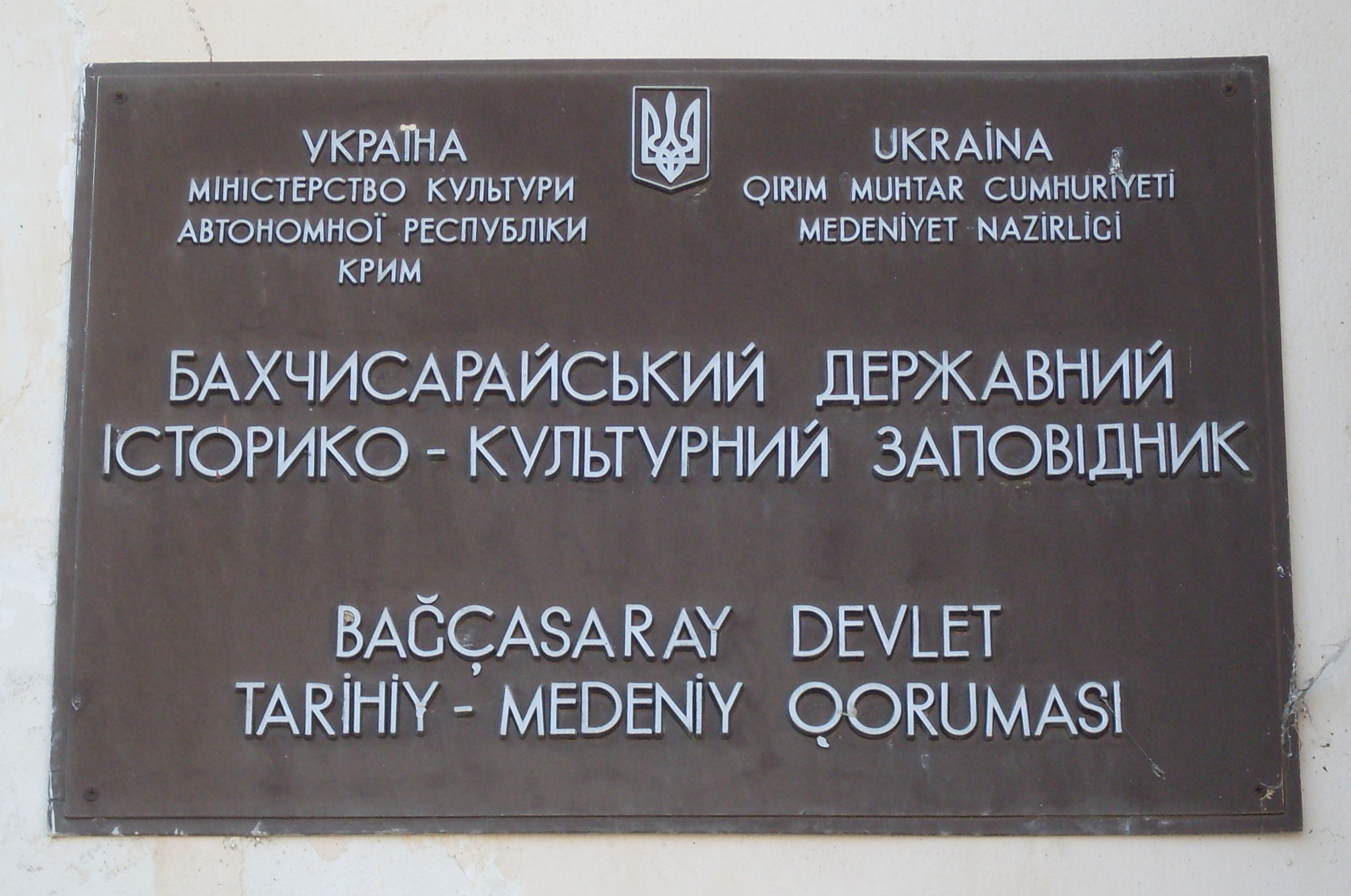
Schild auf Ukrainisch und Krimtatarisch in Bachtschyssaraj

Â â gilt nicht als separater Buchstabe.
| а   | b   | c   | ç   | d   | e   | f   | g   | ğ   | h   | ı   | i        | j   | k   | l   | m   | n   | ñ   | o   | ö   | p   | q   | r   | s   | ş   | t   | u   | ü   | v        | y   | z   |
| --- | --- | --- | --- | --- | --- | --- | --- | --- | --- | --- | -------- | --- | --- | --- | --- | --- | --- | --- | --- | --- | --- | --- | --- | --- | --- | --- | --- | -------- | --- | --- |
| [⁠a⁠] | [⁠b⁠] | [⁠ʤ⁠] | [⁠ʧ⁠] | [⁠d⁠] | [⁠e⁠] | [⁠f⁠] | [⁠g⁠] | [⁠ɣ⁠] | [⁠x⁠] | [⁠ɯ⁠] | [⁠i⁠], [⁠ɪ⁠] | [⁠ʒ⁠] | [⁠k⁠] | [⁠l⁠] | [⁠m⁠] | [⁠n⁠] | [⁠ŋ⁠] | [⁠o⁠] | [⁠ø⁠] | [⁠p⁠] | [⁠q⁠] | [⁠r⁠] | [⁠s⁠] | [⁠ʃ⁠] | [⁠t⁠] | [⁠u⁠] | [⁠y⁠] | [⁠v⁠], [⁠w⁠] | [⁠j⁠] | [⁠z⁠] |

## Krimtatarisches Kyrillisches Alphabet
| А а | Б б   | В в | Г г | Гъ гъ | Д д   | Е е | Ё ё |
| Ж ж | З з   | И и | Й й | К к   | Къ къ | Л л | М м |
| Н н | Нъ нъ | О о | П п | Р р   | С с   | Т т | У у |
| Ф ф | Х х   | Ц ц | Ч ч | Дж дж | Ш ш   | Щ щ | Ъ ъ |
| Ы ы | Ь ь   | Э э | Ю ю | Я я   |       |     |     |

гъ, къ, нъ und дж sind unterschiedliche Buchstaben.